# Yohan Tavares
Yohan Tavares (Tours, 2 marzo 1988) è un calciatore francese naturalizzato portoghese, difensore del Laval.

## Carriera

### Club

#### Beira-Mar
Cresciuto nelle giovanili del Tours prima e del Le Mans dopo, nell'estate 2008 svincolatosi si trasferisce al Beira-Mar in Portogallo (terra nativa dei suoi genitori): con la squadra di Averio gioca in due stagioni 23 presenze con 1 gol in Segunda Liga, 3 partite di Taça de Portugal e 4 di Taça da Liga.
Dalla stagione 2010-2011 prende parte con gli Auri-negros alla Primeira Liga: il 15 agosto debutta nel massimo campionato portoghese giocando dal primo minuto la partita Beira-Mar-União Leiria 0-0, il primo gol avviene invece il 1º maggio 2011 in Beira-Mar-Rio Ave 1-1.
In totale con la maglia del Beira-Mar gioca: 45 partite con 1 gol di Primeira Liga, 23 partite di Segunda Liga, 5 gare di Taça de Portugal e 8 di Taça da Liga.

#### Standard Liegi ed Estoril Praia
Il 18 luglio 2012 viene ceduto a titolo definitivo allo Standard Liegi in Belgio, ma con la squadra rossobianca colleziona solamente 3 presenze prima di venire il 30 gennaio 2013 dato in prestito all'Estoril Praia nel quale gioca 11 partite di Campionato.
Il 14 giugno 2013 si trasferisce al Chievo Verona in Serie A ma il 30 luglio, dopo solo un mese e mezzo di permanenza in Italia, ritorna all'Estoril Praia; con i Canarinhos colleziona altre 28 partite di Primeira Liga, 10 di Europa League, 3 di Taça de Portugal e 2 con un gol di Taça da Liga.

### Nazionale
Il 19 maggio 2011 a Northampton gioca come titolare la partita amichevole tra Under-23 di Inghilterra e Portogallo, conclusasi 1 a 0 per i lusitani grazie alla rete di Yohan al 64 minuto.

## Statistiche

### Presenze e reti nei club
Statistiche aggiornate al 18 maggio 2016.
| Stagione             | Squadra              | Campionato           | Campionato | Campionato | Coppe nazionali | Coppe nazionali | Coppe nazionali | Coppe continentali | Coppe continentali | Coppe continentali | Altre coppe | Altre coppe | Altre coppe | Totale | Totale |
| Stagione             | Squadra              | Comp                 | Pres       | Reti       | Comp            | Pres            | Reti            | Comp               | Pres               | Reti               | Comp        | Pres        | Reti        | Pres   | Reti   |
| -------------------- | -------------------- | -------------------- | ---------- | ---------- | --------------- | --------------- | --------------- | ------------------ | ------------------ | ------------------ | ----------- | ----------- | ----------- | ------ | ------ |
| 2008-2009            | Beira-Mar            | SL                   | 11         | 0          | TP+TdL          | 3+1             | 0+0             | -                  | -                  | -                  | -           | -           | -           | 15     | 0      |
| 2009-2010            | Beira-Mar            | SL                   | 12         | 0          | TP+TdL          | 0+3             | 0+0             | -                  | -                  | -                  | -           | -           | -           | 15     | 0      |
| 2010-2011            | Beira-Mar            | PL                   | 21         | 1          | TP+TdL          | 1+4             | 0+0             | -                  | -                  | -                  | -           | -           | -           | 26     | 1      |
| 2011-2012            | Beira-Mar            | PL                   | 24         | 0          | TP+TdL          | 1+0             | 0+0             | -                  | -                  | -                  | -           | -           | -           | 25     | 0      |
| Totale Beira-Mar     | Totale Beira-Mar     | Totale Beira-Mar     | 68         | 1          |                 | 13              | 0               |                    |                    |                    |             |             |             | 81     | 1      |
| 2012-gen.2013        | Standard Liegi       | DI                   | 3          | 0          | -               | -               | -               | -                  | -                  | -                  | -           | -           | -           | 3      | 0      |
| gen.2013-2013        | Estoril Praia        | PL                   | 11         | 0          | TP+TdL          | 0+0             | 0+0             | -                  | -                  | -                  | -           | -           | -           | 11     | 0      |
| 2013-2014            | Estoril Praia        | PL                   | 28         | 0          | TP+TdL          | 4+2             | 0+1             | UEL                | 10                 | 0                  | -           | -           | -           | 44     | 1      |
| 2014-2015            | Estoril Praia        | PL                   | 30         | 0          | TP+TdL          | 1+2             | 0+0             | UEL                | 6                  | 1                  | -           | -           | -           | 39     | 1      |
| 2015-2016            | Estoril Praia        | PL                   | 30         | 0          | TP+TdL          | 3+1             | 0+0             | -                  | -                  | -                  | -           | -           | -           | 34     | 0      |
| Totale Estoril Praia | Totale Estoril Praia | Totale Estoril Praia | 99         | 0          |                 | 13              | 1               |                    | 16                 | 1                  |             |             |             | 128    | 2      |
| Totale carriera      | Totale carriera      | Totale carriera      | 170        | 1          |                 | 26              | 1               |                    | 16                 | 1                  |             |             |             | 212    | 3      |

## Palmarès

### Club

#### Competizioni nazionali
- Segunda Liga: 1

Beira-Mar: 2009-2010